# Museu Municipal Francisco Coelho
O Museu Municipal Francisco Coelho é um museu histórico brasileiro criado para preservar e apresentar de modo interativo e moderno o patrimônio histórico e cultural da cidade de Marabá, Pará. A instituição está sob a administração da autarquia Fundação Casa da Cultura de Marabá (FCCM), à qual pertence boa parte do acervo exposto.

## Histórico
Inaugurado em 7 de agosto de 2020, o Museu Municipal Francisco Coelho foi instalado no Palacete Augusto Dias, no bairro de Marabá Pioneira, em Marabá. O prédio histórico inaugurado em 1939, do período do Ciclo da castanha-do-pará, foi tombado na década de 1990 e já serviu como sede dos poderes Executivo, Legislativo e Judiciário na cidade, sendo totalmente reformado a partir de 2017 para abrigar o museu. Conta com auditório para palestras e recursos de acessibilidade, como um elevador para levar cadeirantes ao andar superior e placas informativas em braile nas portas das salas, para atender deficientes visuais.
O museu leva o nome de Francisco Coelho, comerciante maranhense que fundou Marabá em 1898, ao criar um estabelecimento comercial denominado "Casa Marabá", entre os rios Itacaiúnas e Tocantins. O fundador também é homenageado na "Loja do Chico", que vende lembranças do museu, e também no "Café do Seu Chico", lanchonete onde o visitante conta com opções em bolos, doces e salgados.
Em sua página institucional, a gestora FCCM anuncia que "em breve" o museu será desmembrado em Museu Histórico de Marabá Francisco Coelho, Museu de Arqueologia e Etnologia e Museu de História Natural, o que permitirá trabalhar em detalhe as particularidades de cada um destes campos do conhecimento científico.

## Acervo
A maior parte do acervo do museu foi doado pela Fundação Casa da Cultura de Marabá. Está dividido em áreas temáticas distribuídas por 20 ambientes, e abrange os campos da História de Marabá, etnologia, arqueologia, espeleologia, geologia, botânica e zoologia, bem como uma pinacoteca.
Os visitantes são guiados por alunos de História da Universidade Federal do Sul e Sudeste do Pará, que promovem uma imersão na história e culturas locais.

## Visitação
O museu funciona de terça à sexta-feira, das 8h às 17h, e aos sábados e domingos das 8h às 13h. O valor da entrada é simbólico.